# 卢佩涅
卢佩涅（法語：Loupeigne，法語發音：[lupɛɲ]）是法国上法蘭西大區埃纳省的一个市镇，位于该省南部，属于蒂耶里堡区。

## 地理
卢佩涅（49°14'50"N, 3°32'6"E）面积7.3 平方千米，位于法国上法蘭西大區埃纳省，该省份为法国北部内陆省份，北起北部省，西接索姆省和瓦兹省，东临阿登省和马恩省，西南至塞纳-马恩省，东北部与比利时接壤。
与卢佩涅接壤的市镇（或旧市镇、城区）包括：阿尔西圣雷斯蒂蒂、塔德努瓦地区费尔、吕村、马勒伊昂多勒、萨波奈。

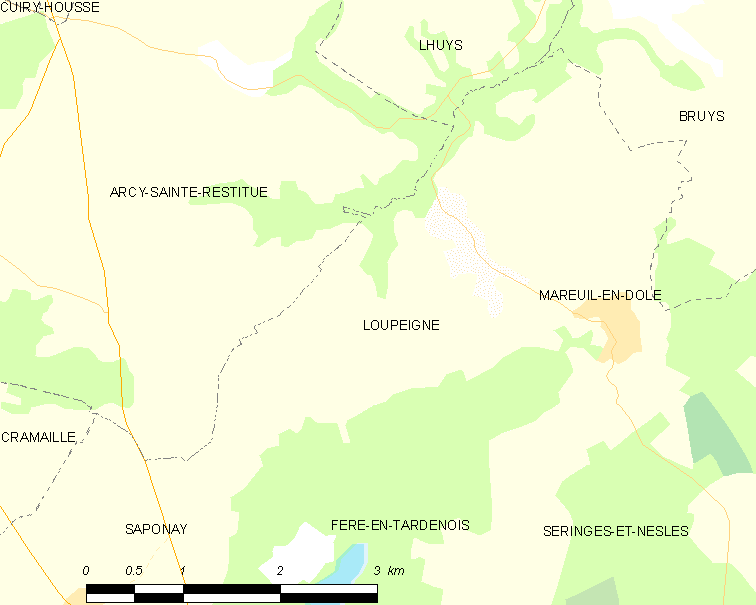
卢佩涅的OSM定位图

卢佩涅的时区为UTC+01:00、UTC+02:00（夏令时）。

## 行政
卢佩涅的邮政编码为02130，INSEE市镇编码为02442。

## 政治
卢佩涅所属的省级选区为塔德努瓦地区费尔县。

## 人口

1962-2008年间卢佩涅人口变化图示

卢佩涅于2022年1月1日时的人口数量为87人。